# Holandia w Formule 1
W Formule 1 Holandię reprezentowało 15 kierowców, jeden konstruktor i 5 zespołów. Ponadto w 1948 roku zainaugurowano Grand Prix Zandvoort na torze Circuit Park Zandvoort, które w 1950 roku przemianowano na Grand Prix Holandii. W latach 1952–1985 na torze Zandvoort odbywały się wyścigi Mistrzostw Świata Formuły 1.

## Kierowcy
Stan na Grand Prix Abu Zabi 2018
| Sezon                    | Kierowca                | Konstruktor                                                   | GP  | Zw. | Pod. | Pkt. | NU | NZ | Źródło |
| ------------------------ | ----------------------- | ------------------------------------------------------------- | --- | --- | ---- | ---- | -- | -- | ------ |
| 1952                     | Jan Flinterman          | Maserati                                                      | 1   | 0   | 0    | 0    | 0  | 0  | [ 1 ]  |
| 1952                     | Dries van der Lof       | HWM                                                           | 1   | 0   | 0    | 0    | 0  | 0  | [ 2 ]  |
| 1957–1964                | Carel Godin de Beaufort | Porsche, Maserati, Cooper                                     | 31  | 0   | 0    | 4    | 5  | 2  | [ 3 ]  |
| 1962                     | Ben Pon                 | Porsche                                                       | 1   | 0   | 0    | 0    | 0  | 0  | [ 4 ]  |
| 1962                     | Rob Slotemaker          | Porsche                                                       | 1   | 0   | 0    | 0    | 0  | 0  | [ 5 ]  |
| 1971 1973–1975           | Gijs van Lennep         | Surtees, Iso Marlboro, Ensign                                 | 9   | 0   | 0    | 2    | 1  | 1  | [ 6 ]  |
| 1975                     | Roelof Wunderink        | Ensign                                                        | 6   | 0   | 0    | 0    | 2  | 3  | [ 7 ]  |
| 1976–1977                | Boy Hayje               | Penske, March                                                 | 7   | 0   | 0    | 0    | 2  | 4  | [ 8 ]  |
| 1977–1978                | Michael Bleekemolen     | March, ATS                                                    | 5   | 0   | 0    | 0    | 1  | 4  | [ 9 ]  |
| 1979–1982 1992           | Jan Lammers             | Shadow, ATS, Ensign, Theodore, March                          | 41  | 0   | 0    | 0    | 10 | 18 | [ 10 ] |
| 1984–1986                | Huub Rothengatter       | Spirit, Osella, Zakspeed                                      | 30  | 0   | 0    | 0    | 14 | 3  | [ 10 ] |
| 1994–1998 2000–2001 2003 | Jos Verstappen          | Benetton, Simtek, Footwork, Tyrrell, Stewart, Arrows, Minardi | 107 | 0   | 2    | 17   | 57 | 0  | [ 11 ] |
| 2005–2006                | Robert Doornbos         | Minardi, Red Bull                                             | 11  | 0   | 0    | 0    | 2  | 0  | [ 12 ] |
| 2005–2007                | Christijan Albers       | Minardi, Midland, Spyker                                      | 46  | 0   | 0    | 4    | 16 | 0  | [ 13 ] |
| 2013                     | Giedo van der Garde     | Caterham                                                      | 19  | 0   | 0    | 0    | 0  | 0  | [ 14 ] |
| 2015–                    | Max Verstappen          | Toro Rosso, Red Bull                                          | 81  | 5   | 22   | 670  | 19 | 0  | [ 15 ] |

## Konstruktorzy
| Sezon | Konstruktor | Silnik  | Kierowcy                                                           | Zgł. | GP | Zw. | Pod. | Pkt. | NU | NZ | Źródło |
| ----- | ----------- | ------- | ------------------------------------------------------------------ | ---- | -- | --- | ---- | ---- | -- | -- | ------ |
| 2007  | Spyker      | Ferrari | Adrian Sutil, Christijan Albers, Markus Winkelhock, Sakon Yamamoto | 34   | 17 | 0   | 0    | 1    | 14 | 0  | [ 16 ] |

### Niedoszłe projekty
| Sezon     | Konstruktor | Silnik           | Kierowcy       | Źródło |
| --------- | ----------- | ---------------- | -------------- | ------ |
| 1961      | Drebbel     | Drebbel          |                | [ 17 ] |
| 1973–1974 | Arno        | Tecno Alfa Romeo | Peter van Zwan | [ 17 ] |

## Zespoły
| Sezon     | Zespół                        | Konstruktor               | Kierowcy                                                                         | Zgł. | GP | Zw. | Pod. | Pkt. | NU | NZ | Źródło |
| --------- | ----------------------------- | ------------------------- | -------------------------------------------------------------------------------- | ---- | -- | --- | ---- | ---- | -- | -- | ------ |
| 1957–1964 | Écurie Maarsbergen            | Porsche, Cooper, Emeryson | Carel Godin de Beaufort, Hans Herrmann, Ben Pon, Wolfgang Seidel, Gerhard Mitter | 35   | 30 | 0   | 0    | 7    | 6  | 2  | [ 18 ] |
| 1971      | Stichting Autoraces Nederland | Surtees                   | Gijs van Lennep                                                                  | 1    | 1  | 0   | 0    | 0    | 0  | 0  | [ 19 ] |
| 1976–1977 | HB Bewaking Alarmsystemen     | Boro                      | Larry Perkins, Brian Henton                                                      | 8    | 8  | 0   | 0    | 0    | 3  | 2  | [ 20 ] |
| 1976      | F&S Properties                | Penske                    | Boy Hayje                                                                        | 1    | 1  | 0   | 0    | 0    | 1  | 0  | [ 21 ] |
| 2007      | Spyker F1 Team                | Spyker                    | Adrian Sutil, Christijan Albers, Markus Winkelhock, Sakon Yamamoto               | 34   | 17 | 0   | 0    | 1    | 14 | 0  | [ 22 ] |

## Zwycięzcy Grand Prix Holandii
Na różowym tle eliminacje niewliczane do Mistrzostw Świata Formuły 1.
| Sezon | Kierowca           | Konstruktor     | Tor       | Wyniki |
| ----- | ------------------ | --------------- | --------- | ------ |
| 2023  | Max Verstappen     | Red Bull Racing | Zandvoort | Wyniki |
| 2022  | Max Verstappen     | Red Bull Racing | Zandvoort | Wyniki |
| 2021  | Max Verstappen     | Red Bull Racing | Zandvoort | Wyniki |
| 1985  | Niki Lauda         | McLaren         | Zandvoort | Wyniki |
| 1984  | Alain Prost        | McLaren         | Zandvoort | Wyniki |
| 1983  | René Arnoux        | Ferrari         | Zandvoort | Wyniki |
| 1982  | Didier Pironi      | Ferrari         | Zandvoort | Wyniki |
| 1981  | Alain Prost        | Renault         | Zandvoort | Wyniki |
| 1980  | Nelson Piquet      | Brabham         | Zandvoort | Wyniki |
| 1979  | Alan Jones         | Williams        | Zandvoort | Wyniki |
| 1978  | Mario Andretti     | Lotus           | Zandvoort | Wyniki |
| 1977  | Niki Lauda         | Ferrari         | Zandvoort | Wyniki |
| 1976  | James Hunt         | McLaren         | Zandvoort | Wyniki |
| 1975  | James Hunt         | Hesketh         | Zandvoort | Wyniki |
| 1974  | Niki Lauda         | Ferrari         | Zandvoort | Wyniki |
| 1973  | Jackie Stewart     | Tyrrell         | Zandvoort | Wyniki |
| 1971  | Jacky Ickx         | Ferrari         | Zandvoort | Wyniki |
| 1970  | Jochen Rindt       | Lotus           | Zandvoort | Wyniki |
| 1969  | Jackie Stewart     | Matra           | Zandvoort | Wyniki |
| 1968  | Jackie Stewart     | Matra           | Zandvoort | Wyniki |
| 1967  | Jim Clark          | Lotus           | Zandvoort | Wyniki |
| 1966  | Jack Brabham       | Brabham         | Zandvoort | Wyniki |
| 1965  | Jim Clark          | Lotus           | Zandvoort | Wyniki |
| 1964  | Jim Clark          | Lotus           | Zandvoort | Wyniki |
| 1963  | Jim Clark          | Lotus           | Zandvoort | Wyniki |
| 1962  | Graham Hill        | BRM             | Zandvoort | Wyniki |
| 1961  | Wolfgang von Trips | Ferrari         | Zandvoort | Wyniki |
| 1960  | Jack Brabham       | Cooper          | Zandvoort | Wyniki |
| 1959  | Jo Bonnier         | BRM             | Zandvoort | Wyniki |
| 1958  | Stirling Moss      | Vanwall         | Zandvoort | Wyniki |
| 1955  | Juan Manuel Fangio | Mercedes-Benz   | Zandvoort | Wyniki |
| 1953  | Alberto Ascari     | Ferrari         | Zandvoort | Wyniki |
| 1952  | Alberto Ascari     | Ferrari         | Zandvoort | Wyniki |
| 1951  | Louis Rosier       | Talbot-Lago     | Zandvoort | Wyniki |
| 1950  | Louis Rosier       | Talbot-Lago     | Zandvoort | Wyniki |
| 1949  | Luigi Villoresi    | Ferrari         | Zandvoort | Wyniki |
| 1948  | Prince Bira        | Maserati        | Zandvoort | Wyniki |